# Palma (Hiszpania)
Palma (w różnych okresach przed 2 grudnia 2016: Palma de Mallorca) – stolica i największe miasto Balearów oraz wyspy Majorka. Jest jednym z największych ośrodków turystycznych świata, a jej port lotniczy jednym z najbardziej ruchliwych w Europie. Funkcjonuje w nim jedna linia metra. W Palmie znajduje się również jeden z najbardziej popularnych portów dla wielkogabarytowych statków wycieczkowych.
Ma liczne walory turystyczne, w tym katedrę (budowaną w latach 1230−1600). Inna zabytkowa budowla, pałac Almudaina (katal. palau de l’Almudaina), jest połączeniem stylów aragońskich i arabskich. Palma jest również znana z życia nocnego i olbrzymiej liczby klubów, barów, restauracji i dyskotek.
W 2018 Palmę odwiedziło 9,3 mln turystów z całego świata – była piętnastym najczęściej odwiedzanym miastem na świecie.

## Demografia
Według danych hiszpańskiego Ministerstwa Rozwoju zespół miejski Palmy (hiszp. Grande Área Urbana) ma 548 211 mieszkańców na powierzchni 913 km²; w latach 2001−2011 nastąpił wzrost ludności o 115 468 osób, co stanowi wzrost o 26,7%.
Rozwój demograficzny centrum administracyjnego Palmy w latach 1900−2010

## Klimat
Palma znajduje się w strefie klimatu subtropikalnego typu śródziemnomorskiego, z łagodnymi zimami i ciepłymi, częściowo gorącymi latami. Średnia roczna temperatura wynosi 22 °C w dzień. Średnia temperatura trzech najchłodniejszych miesięcy – grudnia, stycznia i lutego wynosi ponad 15 °C w dzień. Sezon z letnimi temperaturami trwa od maja do października. Temperatury powyżej 30 °C występują w kilkudziesięciu dniach rocznie, głównie w lipcu i sierpniu. Dwa miesiące – kwiecień i listopad mają charakter przejściowy, ze średnią temperaturą około 19 °C w ciągu dnia i 8-12 °C podczas nocy, pod względem temperatury i nasłonecznienia przypominają maj i wrzesień w Polsce.
Palma ma tylko nieco ponad 50 dni deszczowych rocznie przy opadach ≥1mm, ze średnią kilka dni deszczowych w miesiącu. Miasto ma ponad 2700 godzin czystej słonecznej pogody rocznie, od 150 h (średnio 4,9 godziny dziennie, ponad 4 razy więcej niż w Polsce) w grudniu do ponad 340 h (średnio 11 godzin czystego słońca na dobę) w lipcu.
| Miesiąc | Sty  | Lut  | Mar  | Kwi  | Maj  | Cze  | Lip  | Sie  | Wrz  | Paź  | Lis  | Gru  | Roczna |
| --- | ---- | ---- | ---- | ---- | ---- | ---- | ---- | ---- | ---- | ---- | ---- | ---- | ------ |
| Średnie temperatury w dzień [°C]                                                                                                | 15.2 | 15.4 | 17.5 | 19.8 | 23.7 | 28.1 | 31.2 | 31.3 | 27.9 | 23.9 | 19.0 | 16.1 | 22,5   |
| Średnie dobowe temperatury [°C]                                                                                                 | 9.5  | 9.8  | 11.3 | 13.6 | 17.5 | 21.7 | 24.8 | 25.1 | 22.2 | 18.5 | 13.7 | 10.8 | 16,5   |
| Średnie temperatury w nocy [°C]                                                                                                 | 3.8  | 4.0  | 5.2  | 7.4  | 11.3 | 15.4 | 18.3 | 18.9 | 16.5 | 13.1 | 8.3  | 5.4  | 10,6   |
| Opady [mm] | 37   | 32   | 26   | 34   | 32   | 12   | 5    | 17   | 50   | 62   | 55   | 48   | 411    |
| Średnia liczba dni z opadami | 5.7  | 5.1  | 4.5  | 4.8  | 3.8  | 1.8  | 0.5  | 1.7  | 4.3  | 6.1  | 6.1  | 6.4  | 50,9   |
| Wilgotność [%] | 79   | 77   | 75   | 71   | 67   | 63   | 62   | 65   | 71   | 77   | 79   | 79   | 72     |
| Średnie usłonecznienie [h] | 163  | 166  | 202  | 234  | 283  | 316  | 342  | 315  | 221  | 203  | 162  | 152  | 2756   |
| Źródło: Agencia Estatal de Meteorología (liczba dni z opadami dla wartości 1 mm, wysokość 8 m n.p.m., 2 km od morza, 1981–2010) |      |      |      |      |      |      |      |      |      |      |      |      |        |

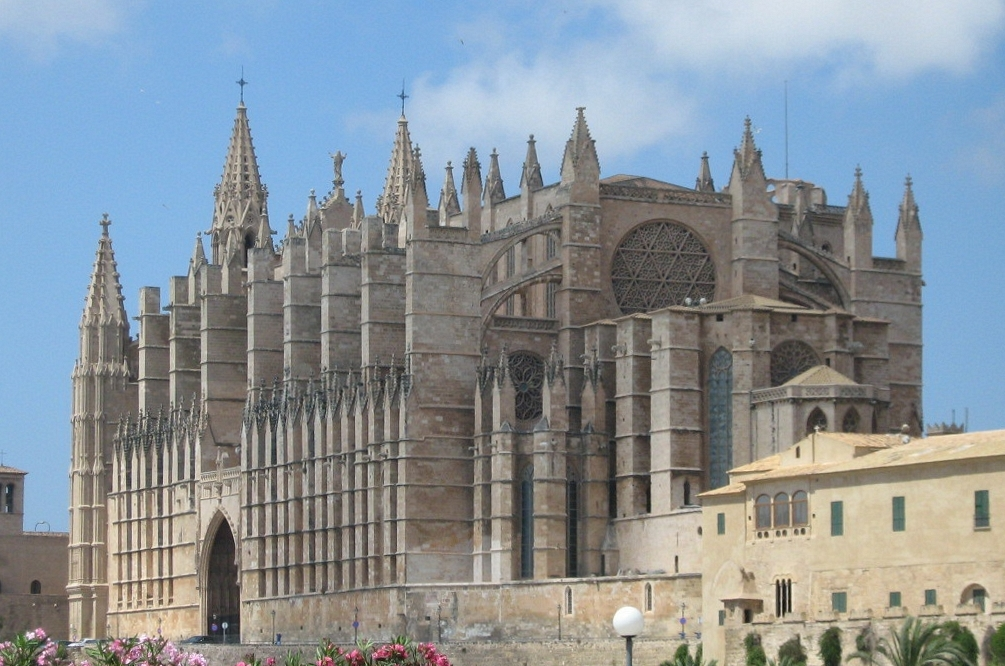
La Seu – katedra w Palmie

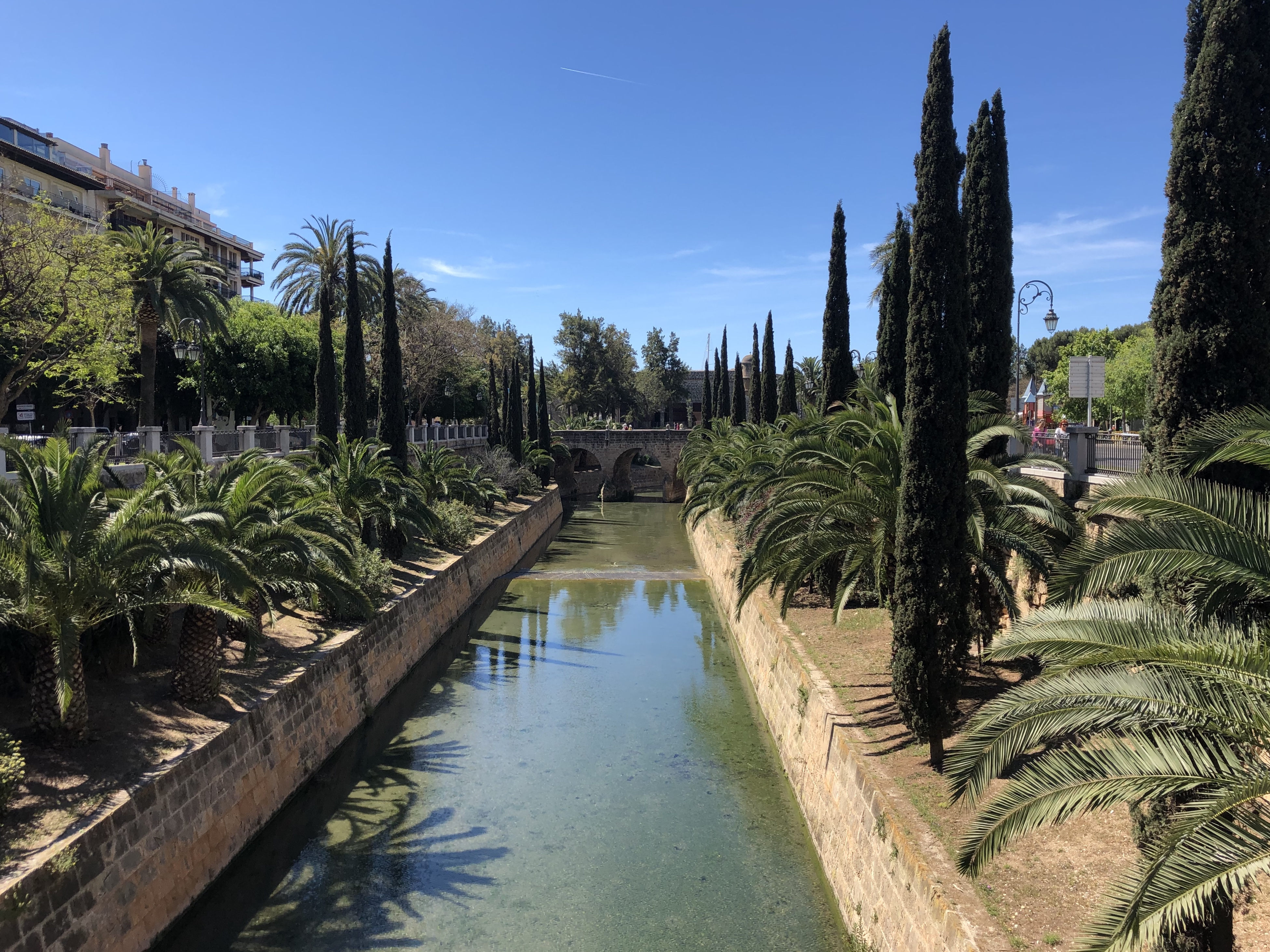
Potok Torrent de la Riera

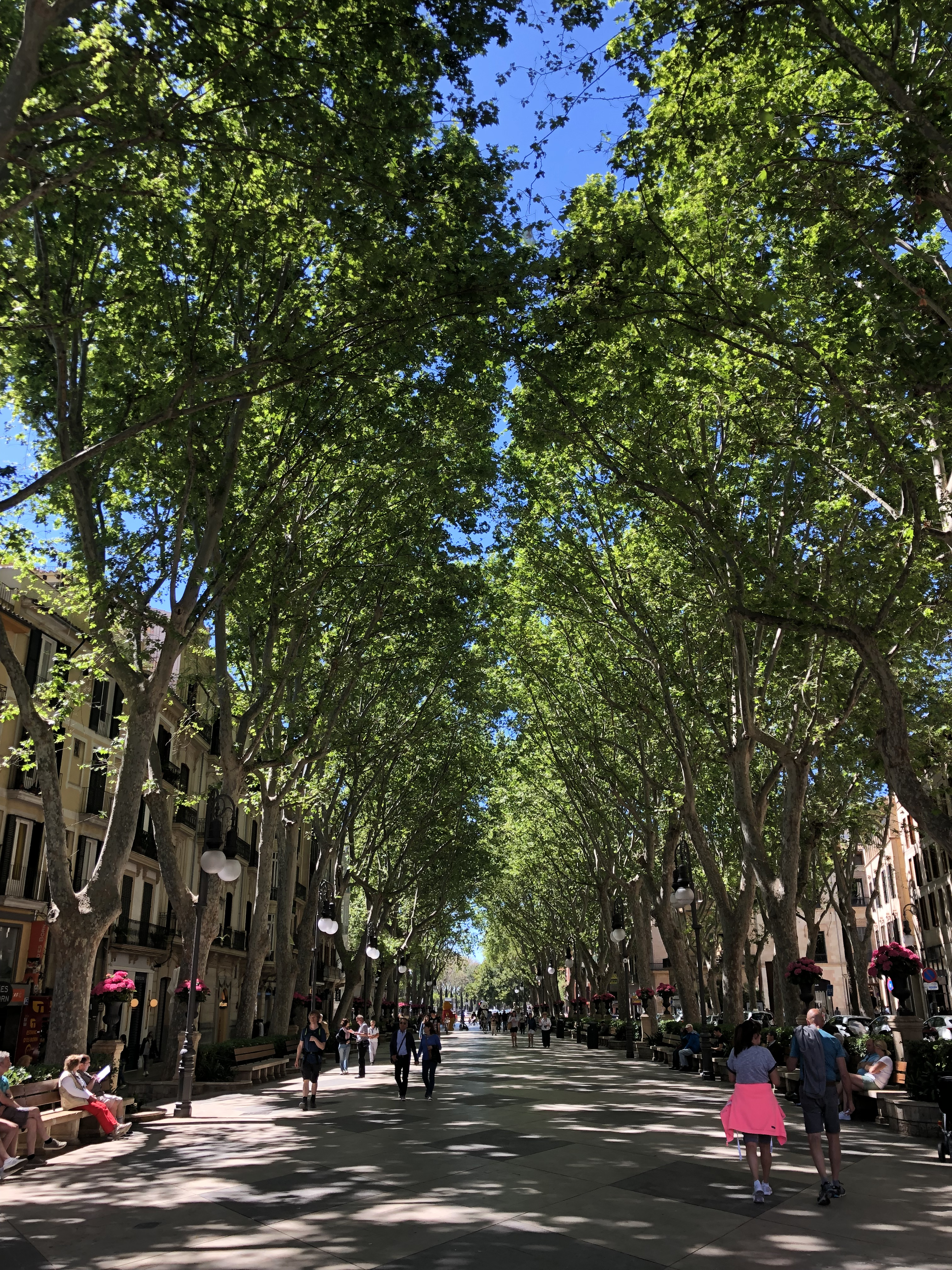
Deptak Calle de Can Cifre

| Miesiąc | Sty  | Lut  | Mar  | Kwi  | Maj  | Cze  | Lip  | Sie  | Wrz  | Paź  | Lis  | Gru  | Roczna |
| --- | ---- | ---- | ---- | ---- | ---- | ---- | ---- | ---- | ---- | ---- | ---- | ---- | ------ |
| Średnie temperatury w dzień [°C]                                                                                             | 15.4 | 15.5 | 17.2 | 19.2 | 22.5 | 26.5 | 29.4 | 29.8 | 27.1 | 23.7 | 19.3 | 16.6 | 21,8   |
| Średnie dobowe temperatury [°C]                                                                                              | 11.9 | 11.9 | 13.4 | 15.5 | 18.8 | 22.7 | 25.7 | 26.2 | 23.5 | 20.2 | 15.8 | 13.1 | 18,2   |
| Średnie temperatury w nocy [°C]                                                                                              | 8.3  | 8.4  | 9.6  | 11.7 | 15.1 | 18.9 | 21.9 | 22.5 | 19.9 | 16.6 | 12.3 | 9.7  | 14,6   |
| Opady [mm] | 42   | 37   | 28   | 39   | 36   | 11   | 6    | 22   | 52   | 69   | 59   | 48   | 449    |
| Średnia liczba dni z opadami                                                                                                 | 5.8  | 5.6  | 4.5  | 5.1  | 3.6  | 1.7  | 0.7  | 1.9  | 4.7  | 6.7  | 6.4  | 6.5  | 53,1   |
| Wilgotność [%] | 73   | 72   | 70   | 68   | 69   | 69   | 68   | 70   | 72   | 74   | 74   | 74   | 71     |
| Średnie usłonecznienie [h]                                                                                                   | 167  | 170  | 205  | 237  | 284  | 315  | 346  | 316  | 226  | 205  | 161  | 151  | 2779   |
| Źródło: Agencia Estatal de Meteorología (liczba dni z opadami dla wartości 1 mm, wysokość 3 m n.p.m., nad morzem, 1981–2010) |      |      |      |      |      |      |      |      |      |      |      |      |        |

| Sty  | Lut  | Mar  | Kwi  | Maj  | Cze  | Lip  | Sie  | Wrz  | Paź  | Lis  | Gru  | Rok  |
| ---- | ---- | ---- | ---- | ---- | ---- | ---- | ---- | ---- | ---- | ---- | ---- | ---- |
| 14,4 | 13,9 | 14,1 | 15,9 | 18,9 | 22,5 | 24,8 | 26,0 | 25,1 | 22,7 | 19,7 | 16,3 | 19,6 |

## Zabytki
- Katedra La Seu w Palma de Mallorca (La Seu – Catedral de Santa María de Palma) (XIII—XVI w.)
- Zamek Bellver (Castell de Bellver) (XIV w.)
- Pałac Królewski La Almudaina (Palau de l'Almudaina) (XVI w.)
- Konsulat Morski (Consolat de Mar) (XVII w.)
- Giełda Lonja (Llotja de Palma) (1420—1452)
- Kościół św. Eulàlii (Església de Santa Eulàlia)
- Klasztor św. Franciszka (Convent de Sant Francesc) (XIV—XVIII w.)
- Bazylika św. Michała (Església de Sant Miquel)
- Kościół św. Mikołaja (Església de Sant Nicolau)
- Muzeum Historii Wojen San Carlos – Twierdza San Carlos (Museo Histórico Militar de San Carlos – Fortalesa de Sant Carles) (XVII w.)
- Łaźnie arabskie (Banys àrabs)
- Hiszpańskie miasto (Poble espanyol)
- Pałac March – Fundacja Bartolomé March (Palau March – Fundación Bartolomé March)
- Parlament Balearów (Parlament de les Illes Balears)
- Rada wyspy Mallorca (Consell Insular de Mallorca)
- Ratusz (Ajuntament de Palma)
- Muzeum Majorki (Museo de Mallorca)
- Es Baluard Muzeum Sztuki Nowoczesnej Palma (Es Baluard Museu d'Art Modern i Contemporani de Palma)
- Grand Hotel (1903)
- Dom Forteza Rey (Can Forteza Rey) (1909)
- Budynek Casasayas (Edifici Casasayas) (1908–11)
- Plac Główny (Plaça Major)

## Sport
W Palmie odbywają się coroczne regaty o Trofeum Księżnej Zofii (Trofeo Princesa Sofia) – jedne z największych regat żeglarskich w klasach olimpijskich, organizowane od 1968. Zawody rozgrywane są w zatoce Palma, zwykle w pierwszej połowie kwietnia. 
W 1999 odbyła się tutaj letnia uniwersjada.

## Urodzeni w mieście
- Marco Asensio – hiszpańsko-holenderski piłkarz
- Jorge Lorenzo – hiszpański motocyklista

## Miasta partnerskie
- Las Palmas (Hiszpania)
- Jalapa Enriques (Meksyk)
- Santa Barbara (Stany Zjednoczone)
- Neapol (Włochy)